# Enkū
Enkū (円空) (1632-1695) est un moine bouddhiste et un sculpteur japonais de l'époque d'Edo.

## Vie
Enkū naît en 1632 dans la province de Mino (actuelle préfecture de Gifu). En 1663-1664, il vit, travaille et prie près du temple Kayukawa-dera à Minami dans l'actuelle préfecture de Gifu. Il voyage dans de grandes parties du Japon : 1666-1668 jusqu’à Hokkaido, 1669-1672 dans le centre du Japon (Aichi, Gifu et Nara), 1673-1675 dans les monts Omine et à Yoshino (Nara), 1676 et 1679  Nagoya, Hashima, Minami  et un passage au temple Onjo-ji (Shiga), 1680-1682 Ibaraki, Gunma, Tochigi, Saitama, 1684-1695 retour dans les régions centrales Gifu, Aichi et Nagano. Il fait alors partie du milieu des moines errants du shugendō. Il pratique l’ascèse et suit les prescrits alimentaires des mokujiki, les « mangeurs d'arbre ».

## Œuvre
La sculptures de statues de buddhas et de divinités fait également partie des prescrits des mokujiki. Au dos d'une statue conservée à Gifu, Enkū écrit ainsi :
« 26e jour du 2e mois de Genroku 3 (1690), dans cette province 10 000 statues, 100 000 statues achevées »
5205 statues de lui sont connues en 2006, allant d'une taille de 2 cm à 3 m. De nombreuses statues sont grossièrement sculptées dans des souches d'arbres ou des fragments de bois à coup de serpette ou de hache, sans fini, polissage ou peinture. Cette facture simple permet d'accomplir le devoir religieux de produire une grande quantité de sculptures. La simplicité des œuvres n'est pas synonyme d'uniformisation ni d’ignorance de la symbolique bouddhiste ; elle permet d'aller à l'essentiel et de retrouver l’âme de l'arbre, reposoir d'une divinité ou d'un esprit.

## Mort
Plusieurs légendes existent au sujet de la mort d'Enkū. Selon un rite nyūjō, il se serait donné la mort volontairement pour sauver la population locales des inondations du fleuve Nagara.

## Galerie

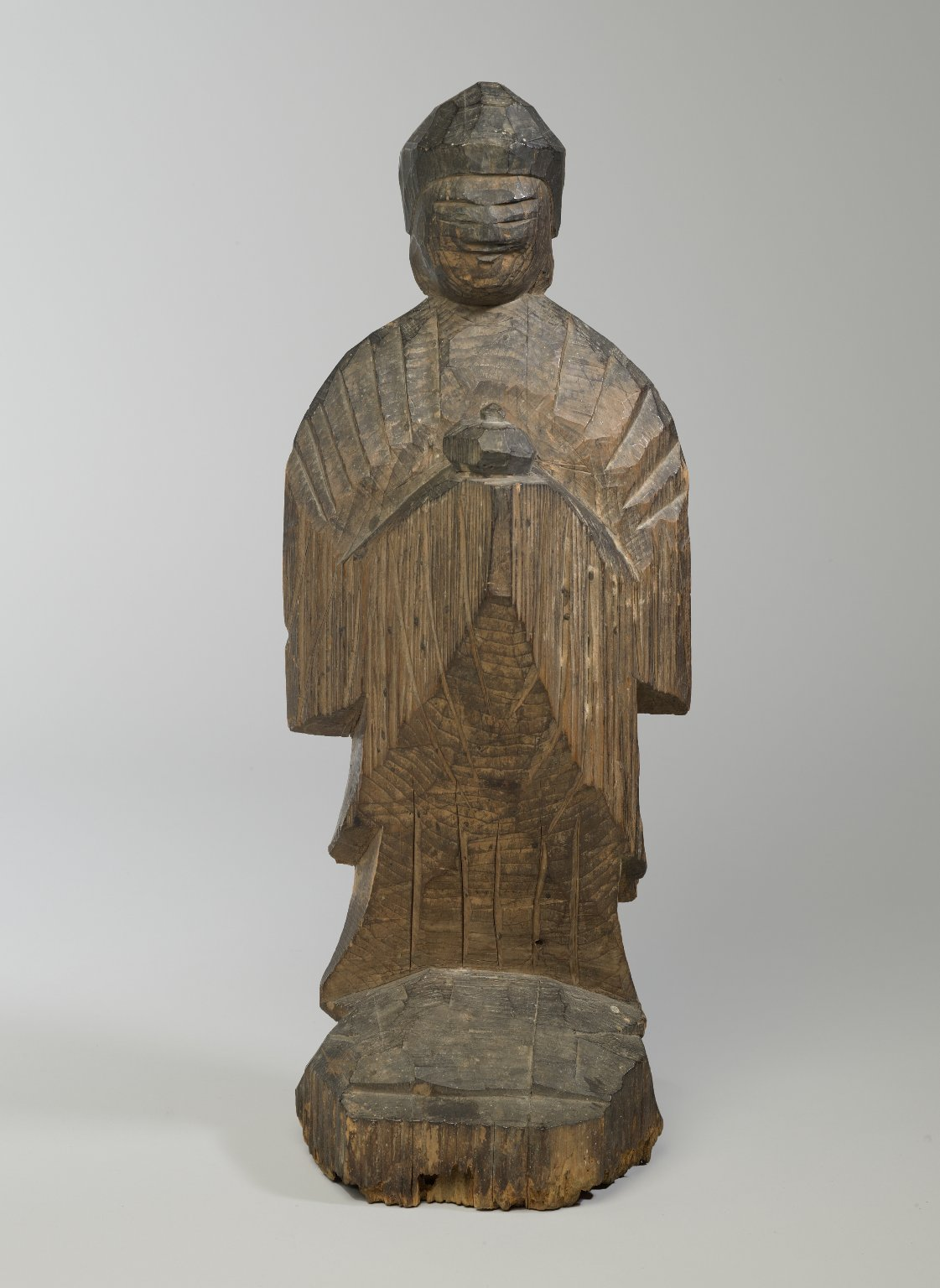
Yakushi (Bhaishajyaguru).
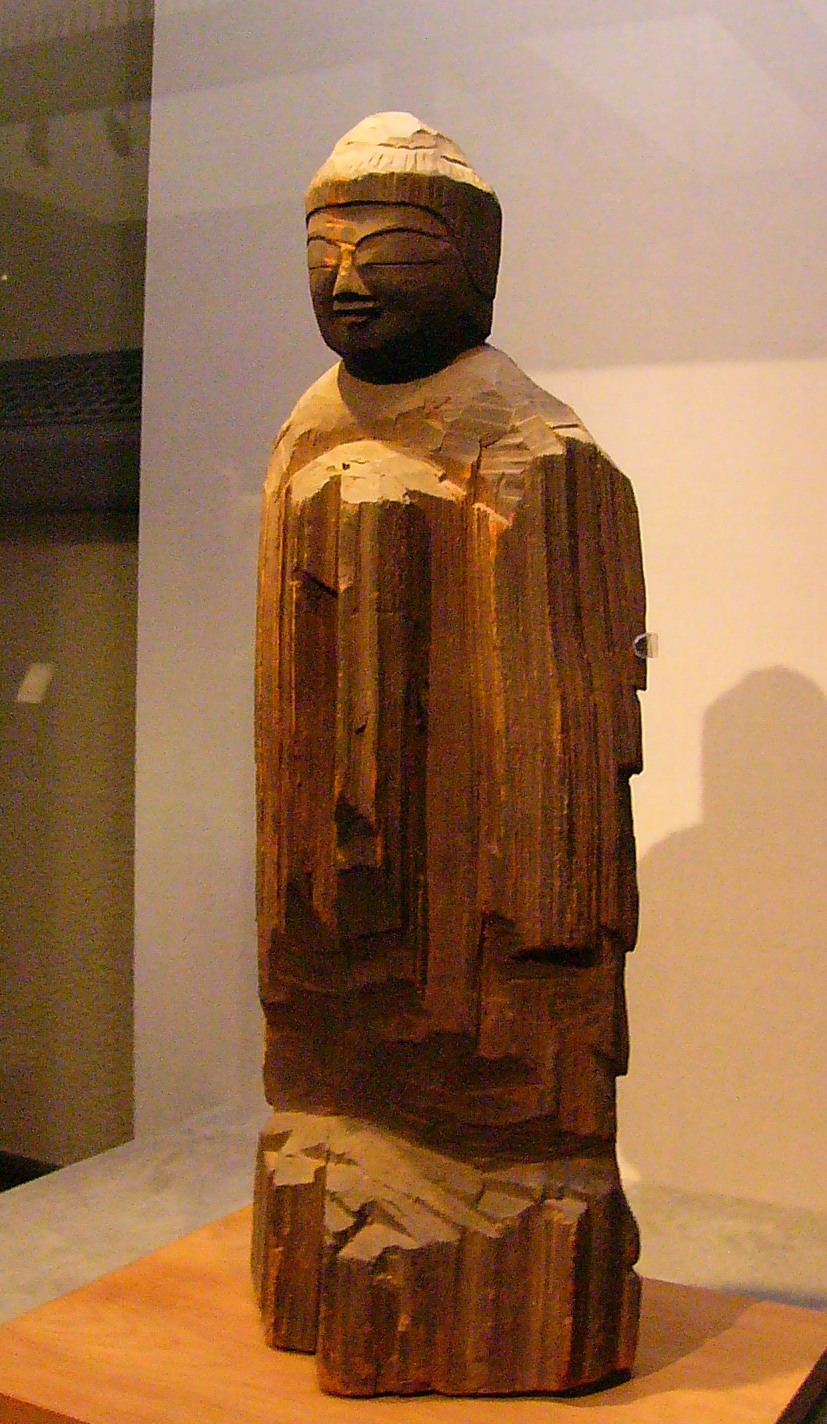
Bouddha.
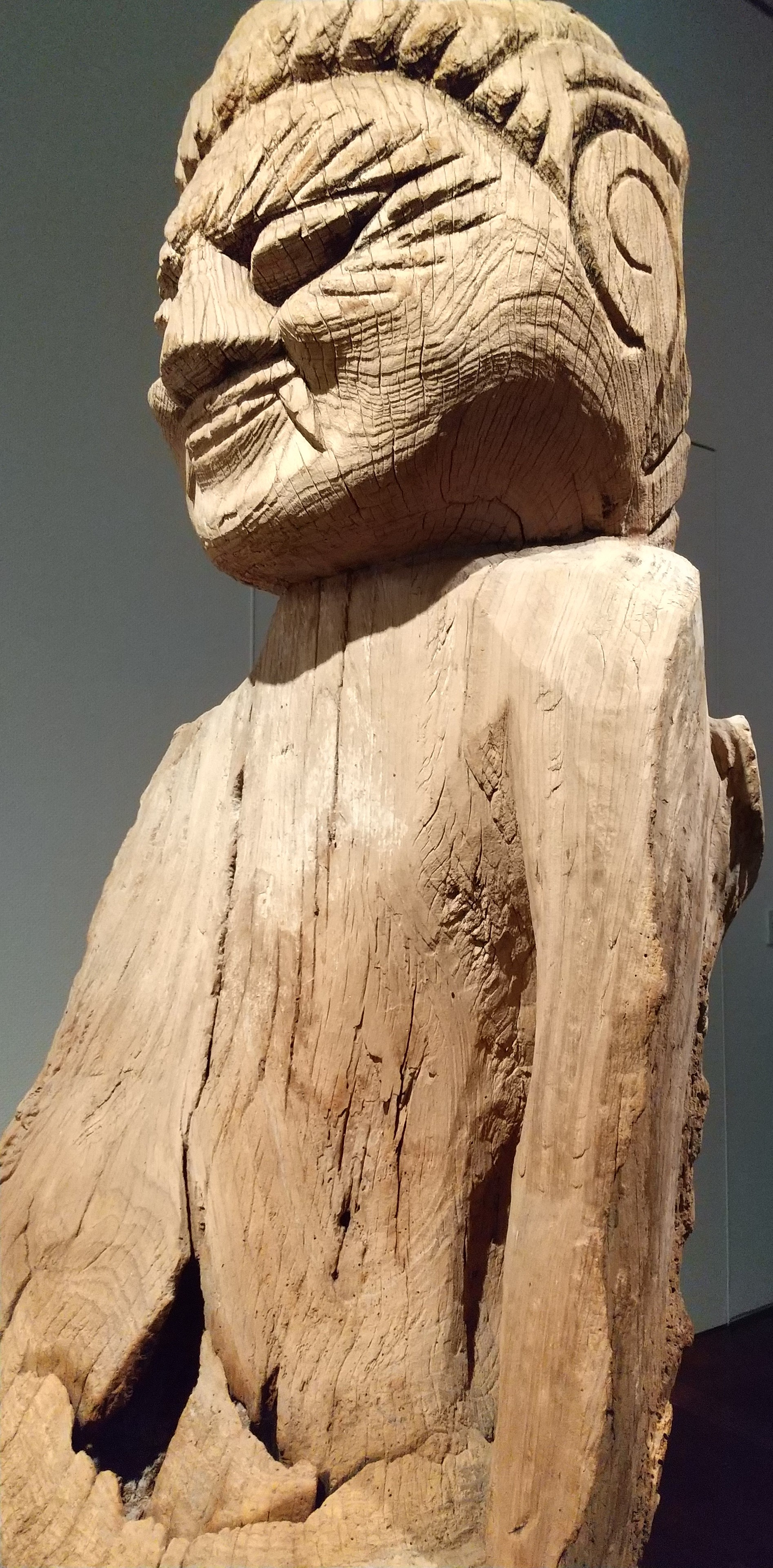
Kongō-rikishi du temple Senkō-ji, 1685.
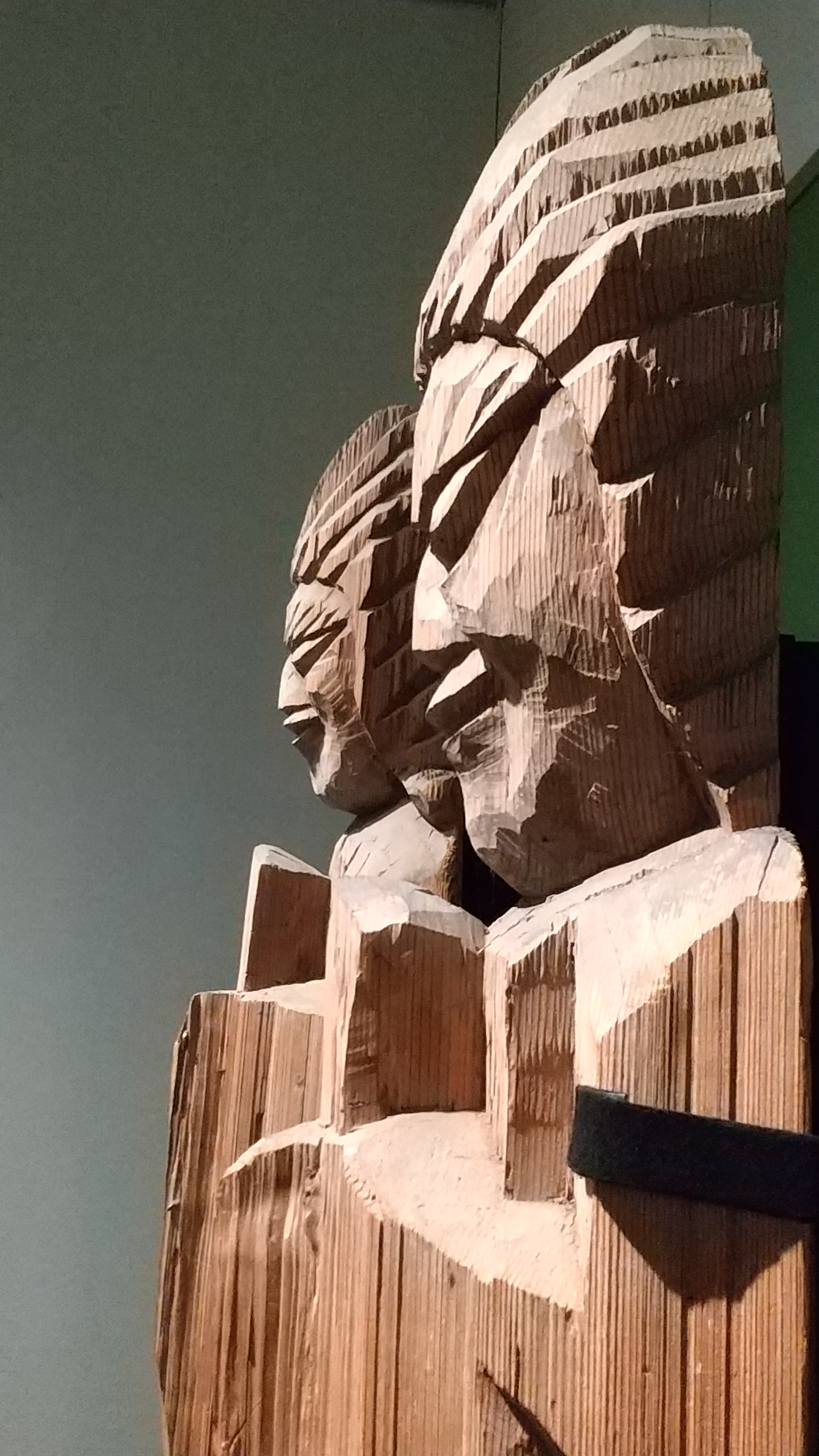
Deux divinités protectrices (détail), 1685.

## Source de la traduction
- (en) Cet article est partiellement ou en totalité issu de l’article de Wikipédia en anglais intitulé « Enkū » (voir la liste des auteurs).